# Wudanglu (sockenhuvudort i Kina, Hubei Sheng, lat 32,59, long 110,80)
Wudanglu (kinesiska: 武当路, 武当路街道) är en sockenhuvudort i Kina. Den ligger i provinsen Hubei, i den centrala delen av landet, omkring 400 kilometer nordväst om provinshuvudstaden Wuhan. Antalet invånare är 47 476. Befolkningen består av 22 991 kvinnor och 24 485 män. Barn under 15 år utgör 16,0 %, vuxna 15-64 år 78 %, och äldre över 65 år 5,0 %.
Runt Wudanglu är det tätbefolkat, med 493 invånare per kvadratkilometer. Närmaste större samhälle är Shiyan, 6,5 km norr om Wudanglu. I omgivningarna runt Wudanglu växer i huvudsak blandskog.
Genomsnittlig årsnederbörd är 964 millimeter. Den regnigaste månaden är augusti, med i genomsnitt 166 mm nederbörd, och den torraste är december, med 8 mm nederbörd.